# Пише: Между небом и землёй
«Пише: Между небом и землёй» (фр. Piché, entre ciel et terre) — биографическая драма канадского режиссёра Силвэйна Арчамбо, повествующая о некоторых моментах биографии лётчика Робера Пише, получившего всемирную известность после произошедшего 24 августа 2001 года инцидента с рейсом TS 236. Премьера фильма состоялась 7 июля 2010 года в Канаде.

## Сюжет
24 августа 2001 года на самолёте Airbus A330 с 306 людьми на борту посреди Атлантического океана отказывают оба двигателя. Но командир судна Робер Пише сумел пролететь на нём свыше сотни километров и посадить на авиабазе Лажеш на Азорских островах. Этот поступок в одночасье делает Пише всемирно знаменитым, и он проводит в общей сложности около пятисот различных пресс-конференций. Но теперь, став героем, Пише должен победить своего злейшего врага — пристрастие к алкоголю, которое разрушает его семью. Эту битву осложняют журналисты, которые очень скоро узнают о том, что известный канадский лётчик в прошлом сидел в тюрьме.
Пытаясь спасти семью, Пише идёт в центр реабилитации от наркозависимости, где его начинает беспокоить тёмное прошлое. Однако поначалу всё тщетно, а Робер постепенно начинает всё сильнее уходить в запой. Тогда врач советует вспомнить в деталях тот знаменитый полёт, когда казалось бы все обстоятельства были против пилота, но тот смог их преодолеть и в итоге выйти победителем.

## В ролях
- Мишель Коте — Робер Пише
- Максим Лефлаге — Робер Пише в молодости
- Софи Преган — Реджина, жена Робера
- Жюль Сен-Жан — Поли-Андре Пише, сын
- Сара-Жанна Лабросс — Женевьева Пише, старшая дочь
- Жанна Потвин — Эстель Пише, младшая дочь

## Успех
«Пише: Между небом и землёй» стал самым успешным фильмом в Канаде за 2010 год, собрав в общей сложности прибыли на 3 578 400 канадских долларов.

## Факт
Актёры Мишель Коте и Максим Лефлаге, сыгравшие соответственно зрелого и молодого Робера Пише — отец и сын.